# The Psychedelic Sounds of the 13th Floor Elevators
Albums de 13th Floor Elevators
Easter Everywhere
(1967)
The Psychedelic Sounds of the 13th Floor Elevators est le premier album des 13th Floor Elevators sorti en 1966. Le titre You're Gonna Miss Me est la chanson la plus connue du groupe et figure également sur la compilation Nuggets: Original Artyfacts from the First Psychedelic Era, 1965-1968.
Le titre de l'album marque l'une des premières utilisation du terme « psychedelic » en musique, aux côtés du Psychedelic Lollipop (en) des Blues Magoos et du Psychedelic Moods (en) de The Deep (en), tous deux également sortis en novembre 1966.
L'album est cité dans l'ouvrage de référence de Robert Dimery Les 1001 albums qu'il faut avoir écoutés dans sa vie.

## Liste des chansons
| 1. | You're Gonna Miss Me    | Roky Erickson                       | 2:31 |
| 2. | Roller Coaster          | Erickson, Tommy Hall                | 4:45 |
| 3. | Splash 1 (Now I'm Home) | Erickson, Clementine Hall           | 3:57 |
| 4. | Reverberation (Doubt)   | Erickson, T. Hall, Stacy Sutherland | 2:51 |
| 5. | Don't Fall Down         | Erickson, T. Hall                   | 3:03 |

| 6.  | Fire Engine                        | Erickson, T. Hall, Stacy Sutherland | 3:23 |
| 7.  | Thru the Rhythm                    | T. Hall, Sutherland                 | 3:10 |
| 8.  | You Don't Know (How Young You Are) | Powell St. John                     | 2:59 |
| 9.  | Kingdom of Heaven                  | Powell St. John                     | 3:11 |
| 10. | Monkey Island                      | Powell St. John                     | 2:40 |
| 11. | Tried to Hide                      | T. Hall, Sutherland                 | 2:50 |

Titres bonus du CD, réédition de 2005 : huit titres live suivis des deux faces d'un single du précédent groupe de Roky Erikson, The Spades.
| 12. | Everybody Needs Somebody to Love        | Bert Russell, Jerry Wexler, Solomon Burke   | 5:15 |
| 13. | Before You Accuse Me                    | Ellas McDaniel                              | 2:35 |
| 14. | I'm Gonna Love You Too                  | Joe B. Mauldin, Niki Sullivan, Norman Petty | 1:53 |
| 15. | You Really Got Me                       | Ray Davies                                  | 6:18 |
| 16. | Roll Over Beethoven                     | Chuck Berry                                 | 2:47 |
| 17. | The Word                                | John Lennon, Paul McCartney                 | 2:45 |
| 18. | Gloria                                  | Van Morrison                                | 3:56 |
| 19. | She Lives (In a Time of Her Own)        | Erickson, T. Hall                           | 3:01 |
| 20. | We Sell Soul (The Spades)               | Erickson                                    | 3:19 |
| 21. | You're Gonna Miss Me (Live, The Spades) | Erickson                                    | 3:24 |